# Kochłowy
Kochłowy – wieś w Polsce położona w województwie wielkopolskim, w powiecie ostrzeszowskim, w gminie Ostrzeszów.
W latach 1975–1998 miejscowość administracyjnie należała do województwa kaliskiego. Wieś położona jest 15 km od najwyższego wzniesienia w Wielkopolsce – Kobylej Góry.

## Nazwa
W księdze łacińskiej Liber fundationis episcopatus Vratislaviensis (pol. Księga uposażeń biskupstwa wrocławskiego) spisanej za czasów biskupa Henryka z Wierzbna w latach 1295–1305 miejscowość wymieniona jest w zlatynizownej formie villa Chochlowo.

## Kultura

### Zabytki
We wsi znajduje się dwór wybudowany przez Tadeusza Sokolnickiego, który nabył majątek w 1939 r. Majątek liczył 1225 ha. Po wojnie w dworze mieścił się dom starców a w kolejnych latach dom pomocy osobom dorosłym z problemami psychicznymi. Dwór jest otoczony parkiem z XIX w.

### Poezja
Wsi poświęcony został socrealistyczny wiersz W Kochłowach, autorstwa Adama Franciszka Kirło-Nowaczyka, powstały w początku lat 50. XX w. i będący częścią poematu Wiosna Ludów w powiecie kępińskim. Poemat opisuje przede wszystkim nędzę prostych chłopów i walkę zbrojną z lokalnymi dworami podczas Wiosny ludów.